# Rajd Azorów 2013
Rezultaty Rajdu Azorów (48. SATA Rallye Açores 2013), eliminacji Rajdowych Mistrzostw Europy w 2013 roku, który odbył się w dniach 25 kwietnia - 27 kwietnia. Była to czwarta runda czempionatu w tamtym roku, odbywająca się na nawierzchni szutrowej, a także trzecia w mistrzostwach Portugalii. Bazą rajdu było miasto Ponta Delgada. Zwycięzcami rajdu została czeska załoga Jan Kopecký i Pavel Dresler jadący samochodem Škoda Fabia S2000. Wyprzedzili oni Irlandczyków Craiga Breena i Paula Nagle'a w Peugeocie 207 S2000 i Portugalczyków Ricarda Mourę i Sancha Eiró w Škodzie Fabii S2000.
Rajdu nie ukończyło 20 załóg. Na 8. odcinku specjalnym wypadli: Czech Jan Černý w Škodzie Fabii S2000 (awaria silnika), jego rodak Jaroslav Orsák Mitsubishi Lancerze Evo X R4 (wypadek) i Włoch Simone Tempestini w Subaru Imprezie STi R4 (awaria układu kierowniczego). Na 10. oesie wypadek miał Ukrainiec Witalij Puszkar w Mitsubishi Lancerze Evo X R4. Z kolei na 13. oesie z powodu wypadku odpadli Portugalczyk Bernardo Sousa w Fordzie Fieście RRC i Francuz Jean-Michel Raoux w Peugeocie 207 S2000.

## Klasyfikacja ostateczna
| Miejsce                                  | Zawodnik                 | Pilot                    | Samochód                 | Czas                     | Strata                   | Punkty                   |
| ERC (punktowane pozycje)                 | ERC (punktowane pozycje) | ERC (punktowane pozycje) | ERC (punktowane pozycje) | ERC (punktowane pozycje) | ERC (punktowane pozycje) | ERC (punktowane pozycje) |
| ---------------------------------------- | ------------------------ | ------------------------ | ------------------------ | ------------------------ | ------------------------ | ------------------------ |
| 1.                                       | Jan Kopecký              | Pavel Dresler            | Škoda Fabia S2000        | 2:26:32.2                |                          | 39                       |
| 2.                                       | Craig Breen              | Paul Nagle               | Peugeot 207 S2000        | 2:27:04.4                | +32.2                    | 30                       |
| 3.                                       | Ricardo Moura            | Sancho Eiró              | Škoda Fabia S2000        | 2:27:31.0                | +58.8                    | 24                       |
| 4.                                       | Bruno Magalhães          | Nuno Rodrigues da Silva  | Peugeot 207 S2000        | 2:29:09.8                | +2:37.6                  | 20                       |
| 5.                                       | Jérémi Ancian            | Gilles De Turckheim      | Peugeot 207 S2000        | 2:29:59.6                | +3:27.4                  | 16                       |
| 6.                                       | Robert Kubica            | Maciej Baran             | Citroën DS3 RRC          | 2:35:51.3                | +9:19.1                  | 10                       |
| 7.                                       | Alessandro Bruschetta    | Justin Bardini           | Subaru Impreza STi R4    | 2:41:29.6                | +14:57.4                 | 6                        |
| 8.                                       | Luís Miguel Rego         | José Pedro Silva         | Mitsubishi Lancer Evo IX | 2:43:08.2                | +16:36.0                 | 4                        |
| 9.                                       | Antonín Tlusťák          | Lukáš Vyoral             | Škoda Fabia S2000        | 2:44:14.3                | +17:42.1                 | 2                        |
| 10.                                      | Marco Tempestini         | Dorin Pulpea             | Subaru Impreza STi R4    | 2:44:42.8                | +18:10.6                 | 1                        |
| Mistrzostwa Portugalii (pierwsza trójka) |                          |                          |                          |                          |                          |                          |
| 1. (3.)                                  | Ricardo Moura            | Sancho Eiró              | Škoda Fabia S2000        | 2:27:31.0                |                          | 25                       |
| 2. (5.)                                  | Bruno Magalhães          | Nuno Rodrigues da Silva  | Peugeot 207 S2000        | 2:29:09.8                | +1:12.0                  | 18                       |
| 3. (12.)                                 | Jorge Miguel Barbosa     | Luis Ramalho             | Mitsubishi Lancer Evo IX | 2:46:22.6                | +18:51.6                 | 15                       |

## Zwycięzcy odcinków specjalnych
| Dzień      | Odcinek | G. rozp. | Nazwa                    | Długość | Zwycięzca                 | Czas    | Lider rajdu   |
| ---------- | ------- | -------- | ------------------------ | ------- | ------------------------- | ------- | ------------- |
| 1 (25 KWI) | SS1     | 15:29    | Coroa da Mata 1          | 8.25km  | odcinek odwołany          | -       | -             |
| 1 (25 KWI) | SS2     | 16:02    | São Brás / Vila Franca 1 | 6.14km  | Robert Kubica             | 4:51.1  | Robert Kubica |
| 1 (25 KWI) | SS3     | 16:52    | Lagoa 1                  | 7.91km  | Robert Kubica             | 4:21.3  | Robert Kubica |
| 1 (25 KWI) | SS4     | 17:20    | Grupo Marques 1          | 2.20km  | Robert Kubica             | 2:01.1  | Robert Kubica |
| 2 (26 KWI) | SS5     | 10:50    | Lagoa 2                  | 7.91km  | Robert Kubica             | 4:14.8  | Robert Kubica |
| 2 (26 KWI) | SS6     | 11:14    | Batalha Golfe 1          | 7.86km  | Robert Kubica             | 5:40.9  | Robert Kubica |
| 2 (26 KWI) | SS7     | 12:04    | Feteiras 1               | 7.54km  | Jan Kopecký               | 5:45.0  | Robert Kubica |
| 2 (26 KWI) | SS8     | 12:36    | Sete Cidades 1           | 23.97km | Bernardo Sousa            | 18:29.4 | Jan Kopecký   |
| 2 (26 KWI) | SS9     | 15:04    | Coroa da Mata 2          | 7.86km  | Bernardo Sousa            | 7:13.2  | Jan Kopecký   |
| 2 (26 KWI) | SS10    | 15:44    | Batalha Golfe 2          | 7.86km  | Robert Kubica             | 5:42.7  | Jan Kopecký   |
| 2 (26 KWI) | SS11    | 16:34    | Feteiras 2               | 7.54km  | Craig Breen               | 5:58.6  | Jan Kopecký   |
| 2 (26 KWI) | SS12    | 17:06    | Sete Cidades 2           | 23.97km | odcinek anulowany         | -       | Jan Kopecký   |
| 3 (27 KWI) | SS13    | 09:21    | Graminhais 1             | 20.82km | Jan Kopecký               | 16:08.3 | Jan Kopecký   |
| 3 (27 KWI) | SS14    | 10:21    | Tronqueira 1             | 21.33km | Ricardo Moura             | 18:27.3 | Jan Kopecký   |
| 3 (27 KWI) | SS15    | 11:26    | São Brás / Vila Franca 2 | 6.14km  | Jan Kopecký               | 4:52.1  | Jan Kopecký   |
| 3 (27 KWI) | SS16    | 12:33    | Grupo Marques 2          | 2.20km  | Jan Kopecký Robert Kubica | 2:02.3  | Jan Kopecký   |
| 3 (27 KWI) | SS17    | 15:14    | Lomba da Maia            | 8.27km  | Jan Kopecký               | 5:37.9  | Jan Kopecký   |
| 3 (27 KWI) | SS18    | 16:06    | Graminhais 2             | 20.82km | Jan Kopecký               | 15:50.0 | Jan Kopecký   |
| 3 (27 KWI) | SS19    | 17:06    | Tronqueira 2             | 21.33km | Jan Kopecký               | 18:20.4 | Jan Kopecký   |